# فوزي الرويسي
فوزي الرويسي (من مواليد 20 مارس 1971) أحد أبرز اللاعبين التونسيين عبر التسعينات. التحق بالنادي الإفريقي في سن العاشرة وتدرج في أصناف الشبان قبل يلتحق بفريق الأكابر في موسم 88-89. ساهم في تحقيق الإفريقي لبطولة 1990 بعد عشر سنوات من آخر لقب، إلا أن تألقه الأكبر كان في موسم 91-92 عندما فاز الفريق بالكأس الإفريقية للأندية الأبطال إضافة إلى البطولة والكأس المحلين. انتقل بعدها إلى نادي كون الفرنسي ثم إلى نادي الهلال السعودي.
عاد إلى الإفريقي في موسم 95-96 وفاز معه بالبطولة التونسية، ثم بالبطولة العربية لأندية أبطال الدوري سنة 1997 وكأس تونس سنة 1998. في موسم 1999-2000 انتقل إلي نادي غروثر فور الألماني ومدد عقده مع نفس الفريق موسم2000-2001 ثم في موسم 2001-2002 إلى نادي الوحدة الإماراتي. عاد إلى الإفريقي في موسم 2002-2003 الذي اعتزل في أثناءه. لعب مع المنتخب التونسي 69 مباراة وسجل معه 18 هدفا وشارك معه في الكأس الإفريقية للأمم سنتي 1994 و1998.
بعد الاعتزال عمل لفترة كمدرب لآمال الإفريقي ثم كمدرب لاتحاد بنقردان إلا أنه لم يطول هناك وأقيل في سبتمبر 2008.منذ 2010 عما مدربا لفريق الامال بالنادي الأفريقي...ثم سنة 2012 عمل مساعد مدرب لاكابر النادي الأفريقي.

## وصلات خارجية
- فوزي الرويسي على موقع الاتحاد الدولي (مؤرشف)  (الإنجليزية)
- فوزي الرويسي على موقع الاتحاد الأوربي (الإنجليزية)
- فوزي الرويسي على موقع قاعدة بيانات كرة القدم.إي يو (الإنجليزية)
- فوزي الرويسي على موقع بيانات كرة القدم. دي إي (الألمانية)
- فوزي الرويسي على موقع ناشيونال فوتبول تيمز (الإنجليزية)
- فوزي الرويسي على موقع عالم كرة القدم.نت (الإنجليزية)
- فوزي الرويسي على موقع كووورة

صفحة عن فوزي الرويسي في موقع النادي الإفريقي